# مو يان
غوان موييه (الصينية المبسطة: 管谟业; الصينية التقليدية: 管謨業; نظام الكتابة الصينية: Guǎn Móyè) المعروف باسمه الأدبي مو يان (الصينية: 莫言; نظام الكتابة الصينية: Mò Yán العربية: «لا تتحدث» أو «الساكت» أو «لا حديث») (ولد في 17 فبراير 1955)، هو كاتب صيني، يوصف بأنه «واحد من أشهر الأدباء الصينيين وبأن أعماله من أكثر الأعمال التي تمنع السلطات الصينية نشرها».

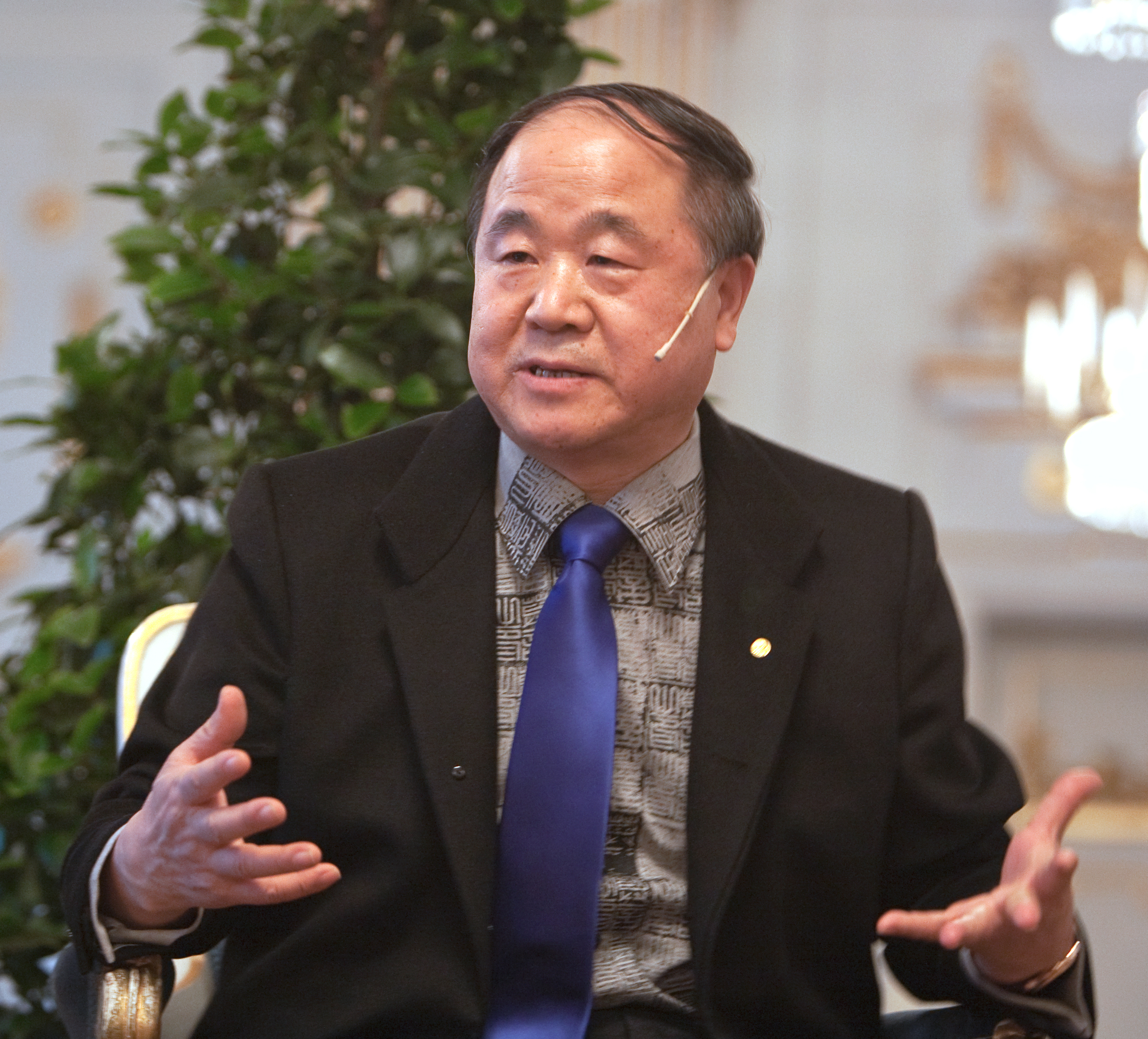
مو يان في ستوكهولم للحصول على جائزة نوبل في الأدب 2012

مو يان روائى صينى اسمه الحقيقي جوان موى من أسرة ريفية في شمال شرق الصين، بعد أن انتهى من دراسته الابتدائية اتجه إلى زراعة الأرض، واستكمل في هذة الأثناء دراسته الثانوية. وفي عام 1976 انضم إلى القوات المسلحة الشعبية للتحرير. وبدت موهبتة الإبداعية في مجالات مختلفة؛ خاصة الرواية والقصة القصيرة. مو يان هو أول كاتب الصيني يفوز بجائزة نوبل للآداب لجمهورية الصين الشعبية.

## من أعمال مو يان
- الذرة الرفيعة الحمراء (نشرت لأول مرة في عام 1987 في الصين، وفي عام 1993 باللغة الإنجليزية). مطر هاطل في ليلة ربيعية، 1981
- خطة فول الصويا 1990
- مخدع من البلور 1993
- النجار 1993
- ثلاث عشرة خطوة 1995
- الضفدع 2009 الثور

ومن بين مجموعاته القصصية:
- النهر والغلطة
- أغنيات الثوم (نشرت لأول مرة باللغة الإنجليزية في عام 1995).
- انفجارات وقصص أخرى، ومجموعة من القصص القصيرة.
- جمهورية النبيذ: رواية (نشرت لأول مرة في عام 1992 في الصين وفي عام 2000 باللغة الإنجليزية).
- شي فو: سوف تفعل أي شيء عن الضحك، ومجموعة من القصص القصيرة (نشرت لأول مرة في عام 2002 باللغة الإنجليزية).
- صدور كبيرة ووركين واسعين (نشرت لأول مرة في عام 1996 باللغة الصينية؛ 2005 باللغة الإنجليزية).
- الحياة والموت ترتدي لي ان (نشرت باللغة الإنجليزية في عام 2008).
- شفاه حمراء، لسان أخضر، (نشرت باللغة الفرنسية في عام 2024 ، دار لوسوي)[3]

يشار إلى أن الجائزة وقيمتها ثمانية ملايين كرونا (1.2 مليون دولار أمريكي) إحدى أرفع الجوائز في مجال الأدب على مستوى العالم، وذهبت الجائزة العام الماضي (2012) للشاعر السويدى توماس ترانسترومر.

## حياة مو يان الشخصية
ولد مو يان في بلدة شمال غاوما في مقاطعة شاندونغ لعائلة من المزارعين. ترك المدرسة أثناء الثورة الثقافية ليعمل في مصنع ينتج البترول. التحق بجيش التحرير الشعبي في العشرين من عمره، وبدأ الكتابة - وهو مايزال جنديا - في العام 1981. بعد ثلاث سنوات بدأ يعمل كمعلم في قسم الآداب بأكاديمية الجيش الثقافية. في 1991 حصل على درجة الماجسير في الآداب من جامعة بكين للمعلمين. في 2012 حاز على جائزة نوبل في الأدب. قالت عنه لجنة نوبل للأدب «الذي يدمج الهلوسة الواقعية بالحكايات الشعبية، والتاريخ والمعاصرة».

## الاسم القلمي لمو يان
مو يان تعني بالصينية «لا تتحدث»، وهو اسمه الأدبي. وفي كلمة ألقاها في جامعة هونغ كونغ المفتوحة، قال مو إنه اختار هذا الاسم عندما كتب روايته الأولى. وأضاف أنه يعلم أن الحديث العلني الصريح غير مرغوب به في الصين، ولهذا اختار هذا الاسم حتى لا يتحدث كثيرا.

## سمات كتابات مو يان
في كتاباته يرسم مو يان صورة حية عن تجاربه حينما كان شاباّ وعن الحياة في مقاطعته، وظهر ذلك واضحاّ في روايته الذرة الرفيعة الحمراء والتي صدرت بالإنكليزية عام 1993 وتتكون الرواية من خمس قصص والتي تكشف عن عقود من القرن العشرين أثناء الاحتلال الياباتي للصين والتي صور فيها ثقافة اللصوص وثقافة المحتل الياباني والظروف القاسية التي كان يعاني منها الققراء من العمال والفلاحين في تلك الفترة.
ونشر مو يان، الذي حصل العام الماضي على جائزة مانهاى الصينية للأدب، أولى رواياته عام 1981 الفجل الكريستال التي ذاع صيتها، إلا أن روايته الأهم كانت عشيرة الذرة الرفيعة التي تحولت إلى فيلم سينمائى.ولمو يان - الذي استقال من عمله بالجيش الصينى عام 1997 - حوالى 24 مؤلفا بين رواية وقصة قصيرة وبحث. وتتميز كتاباته بالتحرر في معالجة قضايا الجنس والسلطة والسياسة في الصين المعاصرة بدون مواربة مع حس فكاهى عال. وينتقد الوسط الثقافى الصينى، وعلى رأسهم الكاتب الصينى الكبير ما جيان، عدم تضامن مو يان مع غيره من الكتاب الذين يواجهون قمعا من السلطة الصينية.

## أسلوب مو يان
"إن اسلوب مو يان كما عبرت عنه الأكاديمية السويدية المانحة لجائزة نوبل للتعريف به (مزج الخيال بالواقع من خلال المنظورات التاريخية والاجتماعية، لقد خلق مو يان عالما يذكرنا بتلك التعقيدات في كتابات وليم فوكنر وغابريل غارسيا ماركيز وفي نفس الوقت استفاد من الادب الصيني القديم والادب الشفاهي، وبالرغم من نقدة للمجتمع الصيني؛ إلا أنه الأكثر شهرة بين أدباء بلاده). وبالرغم من أن مويان قد انتقد المجتمع الصيني وما أفرزته سياسة الحكومة الصينية من نتائج سلبية على الحياة داخل الصين والتي كانت توصف بالتعسفية وبالرغم أيضا من أن هذا كان يزعج الحكومة الصينية، إلا أنه كان – مع ذلك - على وئام معها. وفي هذه النقطة وجه إليه كثير من النقد. وكثيرا ما انتقد الوسط الثقافى الصينى وعلى رأسهم الكاتب الصينى الكبير ما جيان عدم تضامن مو يان مع غيره من الكتاب الذين يواجهون قمعا من السلطة الصينية. وينظر اليه في داخل الصين بشكل مختلف حيث تقول طالبة صينية:“أعتقد أن السبب الرئيسي لاختياره هو أن أعماله تغطي مجموعة واسعة من المواضيع. من خلال كتاباته يمكننا اكتشاف المزيد عن أفكارنا الداخلية الخاصة والمشاعر حول التاريخ من خلال قراءة كتبه.“ ويقول مدون وصحفي صيني:” إن كلمة “ مو يان “ تعني في اللغة الصينية “الصمت “وهذا تصوير حقيقي لواقع الوضع السياسي الراهن في الصين. إن فوز مو يان بالجائزة هو عبارة عن رسالة قوية للناس في الصين لكي يظلوا صامتين ويكونوا شركاء للحكومة الاستبدادية، أي طالما قدمت مساهمات كافية للأدب، سيكون لديك فرصة للفوز بجائزة دولية مرموقة، وأعتقد أن هذا سيجلب عواقب وخيمة".
قبل فوز مو يان بجائزة نوبل لم يترجم أي من أعماله إلى اللغة العربية؛ وهذا بالتالي ولد جهلا به لدى الكثير من الأدباء العرب، وهذا نقطة سلبية تؤخذ على الحراك الأدبي والجو الثقافي في العالم العربي وسببه ضعف حركة الترجمة من وإلى العربية. وصفه أكثر من كاتب بعدم معرفتة به حيث قال الروائي إبراهيم عبد المجيد عنه:(إنه لا يعرف شئ عن الأديب الصيني مو يان الحاصل على جائزة نوبل للآداب). بالرغم من؛ ذلك فإن هناك من الأدباء العرب من يعرف مو يان فهذا [الروائي المصري المعروف جمال الغيطاني] والذي أعرب عن سعادته بفوز الكاتب الصيني مو يان بجائزة نوبل للأدب للعام 2012 وأضاف أنه لم يفاجأ بفوز مو يان بجائزة نوبل، مشيرا إلى أنه يعد أهم الروائيين الصينيين ولا يقل قيمة عن الأديب الكولومبي جابرييل جارسيا ماركيز الفائز بجائزة نوبل عام 1982.

## العقبات التي واجهت مو يان
تأثر مو يان بجابريل جارسيا ماركيز ودي إتش لورانس وإرنست هيمنجواي وكان يستخدم الخيال والسخرية في كثير من كتبه التي وصفتها وسائل إعلام حكومية بأنها «مستفزة ووقحة». تصور روايته الذرة الرفيعة الحمراء المصاعب التي تحملها المزارعون في السنوات الأولى من الحكم الشيوعي وحولها إلى فيلم سينمائي تشانغ يي موو المخرج الذي رشح لجائزة أوسكار.
"وتدفع إمكانية حظر كتاب في السوق المحلية المؤلفين الصينيين للمضي بحرص إذا كانوا يريدون كسب قوتهم، رغم أن نظام الرقابة الآن ليس مرعبا كما كان أثناء حكم ماو تسي تونج. وقال مو في كلمة ألقاها في معرض فرانكفورت للكتاب عام 2009 "يجب أن يعبر الكاتب عن النقد والسخط في الجانب المظلم من المجتمع وقبح الطبيعة البشرية، لكن يجب ألا نستخدم نمطا واحدا من التعبير." وأضاف "قد يرغب البعض في أن يصرخوا في الشارع لكن يجب أن نتسامح مع أولئك الذين يختبئون في غرفهم ويستخدمون الأدب في التعبير عن آرائهم".
وقال عدد من النشطاء المدافعين عن حقوق الإنسان وكتاب آخرون إن مو لا يستحق الجائزة ونددوا به لاحتفائه بخطاب لماو تسي تونج. واستخدم مو وكتاب صينيون آخرون مقاطع من كلمات ماو في كتاب خاص بمناسبة الذكرى السنوية السبعين للخطاب.
وقال تنغ بي ياو المحامي البارز في الدفاع عن حقوق الإنسان قبل الجائزة "على الصعيد السياسي كان يغني نفس اللحن مع نظام غير ديموقراطي." وأضاف "أعتقد أن فوزه بجائزة نوبل في الأدب غير مناسب." وتابع "بصفته كاتبا مؤثرا لم يستخدم تأثيره للدفاع عن المثقفين والسجناء السياسيين - بدلا من ذلك كان يروج لمصالح الحكومة من خلال كتابة الخطاب.

## ترجمات مو يان
تُرْجمت روايات مو يان، أو «فولكنر الصيني»، إلى لغات عالمية كثيرة بصفته رائداً من روّاد الأدب الصيني المعاصر، ما جعله في مصافّ كتّاب الرواية الأكثر تأثيراً في عالمنا اليوم، هذا وقد تم ترجمة رواية الذرة الرفيعة الحمراء للغة العربية. وعدا بعض الشذرات التي خصّته بها جريدة «أخبار الأدب» المصرية قبل ثلاث سنوات، يظلّ مو يان مجهولاً لدى قرّاء العربية.
وبفوزه الذي خيّب توقُّعات الرأي السائد، سوف تشغل صور مو يان وحواراته، وشذراتٌ من حياته وأدبه، الصفحات الثقافية لكُبْريات الصّحف والمجلاّت لأيّامٍ وأسابيع، تُعرّف قرّاءها المنتشرين في المعمورة عليه، ليس ككاتب من الشرق فحسب، بل ككاتِبٍ صينيٍّ إشْكاليّ «غير منشقّ» بالضرورة، وضع رواياته المعاصرة لزمننا في التأريخ لمسار التحوُّلات المادّية والروحية العميقة التي شهدَتْها أرضٌ تعجّ بالمتناقضات والأساطير والتحدّيات مثل الصين.

## حصول مو يان علي جائزة نوبل
11 أكتوبر 2012، أعلنت لجنة نوبل في الأكاديمية السويدية، بيتر، السكرتير الدائم لأكاديمية السويدية لهذا العام جائزة نوبل في الاداب الفائز بها هو الأديب الصيني مو يان. قالت عنه لجنة نوبل للأدب «الذي يدمج الهلوسة الواقعية بالحكايات الشعبية، والتاريخ والمعاصرة». أصبح مو يان أول كاتب الصيني يفوز بجائزة نوبل للآداب لجمهورية الصين الشعبية.

## مو يان والغربيين
واجه مو يان صعوبات مع الصحافيين الغربيين الذين اهتموا أكثر بالسياسة من الأدب، وأكد أنه تمنى في أكتوبر/تشرين الأول الماضي الإفراج عن مواطنه الحائز على جائزة نوبل للسلام ليو شياوبو المسجون بتهمة «التخريب» بسبب وثيقة تطالب بالديمقراطية.
يعتبر مو يان نائب رئيس جمعية الكتاب الصينيين (رسمية) وأول صيني يفوز بجائزة نوبل للآداب، بطلا قوميا بنظر الصحافة الحكومية، التي تجاهلت تماما فوز ليو بنوبل للسلام عام 2011 وهو كاتب أيضا، وفوز المنشق الصيني حامل الجنسية الفرنسية غاو شينغجيان بنوبل للآداب عام 2000. ودافع مو يان عن الرقابة بقوله إنها «ضرورية» أحيانا مقارنا إياها بعمليات التفتيش في المطارات، ومؤكدا أنها قائمة في «كل دول العالم والفرق الوحيد هو الدرجة» التي تطبق بها.
وقال "هل هناك حرية تعبير في الصين هذا سؤال صعب"، داعيا الجميع إلى متابعة الإنترنت الصيني لتكوين فكرة". دفعت تصريحات مو يان صحيفة لوس انجلوس تايمز إلى انتقاده حين كتبت مقالا على موقعها الإلكتروني تحت عنوان "يا للبؤس: الفائز بجائزة نوبل مو يان يدافع عن الرقابة".

## مو يان ونجيب محفوظ
قال الروائي الصيني البارز مو يان، أول صيني يمنح جائزة نوبل أرقي جوائز الأدب في العالم، إنه يتذكر أديب مصر والعرب الراحل نجيب محفوظ وقت تسلمه الجائزة، منوهًا علي أن علاقة الشعبين متأصلة في جذور التاريخ..
وأضاف: أثناء لحظات وأجواء عاصفة التصفيق والأضواء المبهرة خلال استلامي جائزة نوبل في الأداب بالعاصمة السويدية ستوكهولم، راودتني روح أديب مصر والعرب نجيب محفوظ الذي كان حاضرا في نفس الأجواء وبنفس المكان قبل سنوات عديدة، وتلقي نفس الزخم والفرحة العارمة ليس في مصر وحدها بل في الصين التي تصف محفوظ بأنه أعظم أدباء القرن. ويقول الباحثون الصينيون إنه من الطبيعي أن يتذكر الأديب الصيني مو يان، أحد أعمدة الأدب العربي نجيب محفوظ تحديدا، خاصة لما يجمع بينهما من خصائص متشابهة، فكلاهما روائي شرقي حاز على شرف الفوز بجائزة نوبل في الأدب، كما أنهما يمثلان حضارتين عريقتين تربط بينهما علاقات قوية منذ قديم الأزل، إضافة إلى وجود قدر كبير من التشابه في مزاج الأديبين، وفي كتاباتهما وأعمالهما الرواية.
"وذكر تشونغ جي كون، الأستاذ في قسم اللغة العربية بجامعة بكين الصينية ورئيس الجمعية الصينية للأدب العربي والذي كرس نفسه للبحث في الأدب العربي وترجمة روائعه إلى اللغة الصينية منذ نصف قرن، أنه تقابل مع نجيب محفوظ عندما كان طالبًا موفودًا إلى مصر في بداية ثمانينيات القرن الماضي، حيث أكد له محفوظ أنه قرأ "الحوار" وهو من أهم الأعمال الكلاسيكية لكونفوشيوس، وكذلك نسخة إنجليزية من رواية "سائق عربة بشرية" للروائي الصيني المعاصر لاو شه، التي تأثر بها في أعماله .. موضحًا أن هذه الكلمات أشعرته بسعادة كبيرة وقتها كون أدباء الصين هم أول من تنبأوا بحصول محفوظ على نوبل قبل منحها له بعامين.
وقال تشونغ جي كون، إنه بالنسبة لكل من مو يان ونجيب محفوظ «فأن الأديبين يتسمان بطيبة القلب والتواضع والاجتهاد»، مضيفًا أن كليهما يهتم بمعاناة عامة الشعب، ويلجأ إلى ما وصفه «الفن الماكر» للتعبير عن استنكاره للظلم بدلًا من التعبير العلني الصارخ، حيث لا يدخر جهدا في الإبداع.
وقال لين فنغ مين، الأستاذ في نفس القسم بجامعة بكين، إن "مو يان يتسم بتواضع كبير مقارنة مع كتاب صينيين آخرين، إذ يحاول دوما أن ينأى بنفسه عن الخلافات التافهة على الساحة الأدبية الصينية، ولذلك يتسنى له الوقت لينكب على الكتابة ..مشيرًا إلى أن نجيب محفوظ كان يتسم بالتواضع أيضًا، حتى بعد نيله جائزة نوبل، إذ ظل محافظا على تواصله مع عامة الشعب والشباب المولعين بالأدب، حيث اتفق مع هذا الرأي شيويه تشينغ قوه، رئيس قسم اللغة العربية في جامعة اللغات الأجنبية بالعاصمة الصينية بكين وقال إن "كلا من الأديبين الصيني والمصري "عارضا الظلم والعنف والتطرف من خلال القلم.
وأشار شيويه إلى أن «محفوظ، الذي حصل على جائزة نوبل في الأدب عام 1988، تأثر كثيرا بالروايات الشعبية مثل»ألف ليلة وليلة «والفكر الصوفي الإسلامي، وقال» عندما قمت بترجمة (أصداء السيرة الذاتية) لنجيب محفوظ، أحسست الصوفية إحساسا قويا«.. موضحًا أن مو يان كان مثل محفوظ يستمع كثيرًا إلى القصص الغريبة حول الجن والشياطين من المسنين في قريته، ما ساعد في خلق شئ من» الخيال«في أعماله. وفيما يتعلق بالمضمون والفكر وأسلوب الإبداع في أعمالهما، أوضح تشونغ جي كون، الذي حاز في العام الماضي جائزتين عربيتين بارزتين، هما جائزة الشيخ زايد للكتاب وجائزة خادم الحرمين عبد الله بن عبد العزيز العالمية للترجمة، أن» كلا من مو يان ومحفوظ «نهل من كنوز الأدب القومي التقليدي والواقعية شديدة المحلية، وفي الوقت نفسه استفاد من الأساليب الأدبية الأجنبية المتنوعة، ثم بدأ الإبداع بأسلوبه الخاص».
لكن الأكاديمي لين فنغ مين، أشار في نفس الوقت إلى تباين في أعمال الأديبين قائلا إنه «على الرغم من أن أسلوب إبداعهما يقوم على الواقعية، نجد أن الواقعية الجديدة لمحفوظ تشبه إلى حد كبير النمط الغربي ويبتعد عن» الخيال والخرافة«، أما أسلوب مو يان بعيدا عن» واقعية الخرافة«بكل معنى الكلمة، بل أعتقد أنه يدمجعوامل الواقعية والخيال والأدب الشعبي المحلي معا».
وفيما يتعلق بالفكر الذي يعبر الأديبان عنه في أعمالهما، اعتبر لين فنغ مين، أن «كلا من الأديب الصيني مو يان والمصري نجيب محفوظ، سجلا بشكل رائع لمآسي الحياة، لكن عميد الأدب العربي محفوظ يهتم أكثر بمآسي المثقفين والطبقة الشعبية، فيما يركز مو يان في أعماله على مآسي الفلاحين الصينيين، ولاسيما أهله في مسقط رأسه بمحافظة قاو مي بمقاطعة شاندونغ شرقي الصين».
وبمجرد أن أعلن عن فوز الأديب الصيني مو يان بجائزة نوبل في الأدب لعام 2012، تهافتت وسائل الإعلام العربية على تغطية هذا الحدث الثقافي الكبير، حتى أن بعضها بادر في إجراء مقابلات مع الأديب الصيني الذي قال إنه قرأ رواية «أولاد حارتنا» لنجيب محفوظ، وأعمالا مترجمة للروائي المصري جمال الغيطاني والشاعر السوري الشهير أدونيس، متمنيا أن يطلع الصينيون على الأدب المصري والعربي، الأمر الذي أثار صدى كبيرا لدى القارئ المصري والعربي، الأمر الذي توقع معه البعض أن تحتل أعمال مو يان مكانة بارزة في العالم العربي، خاصة بعد البدء في ترجمة أعماله والتي بدأت في مصر بترجمة رواية «الذرة الرفيعة الحمراء».
كما توقع الأكاديمي الصيني لين فنغ مين، الذي كان يشغل منصب مستشار شئون التعليم بسفارة الصين لدى مصر، أن «تجذب أعمال مو يان بعض المولعين العرب بالأدب، حيث أن العالم العربي دائما ما يهتم بالثقافة الصينية، على الرغم من أن الثقافة الغربية ما تزال تحتل مكانة أكبر في العالم العربي».
وأضاف لين: أنه «مع التزايد الواضح في عدد أقسام اللغة الصينية والطلاب الذين يدرسون اللغة والثقافة الصينية في الجامعات المصرية والعربية، فأنه من الطبيعي أن تؤدي ترجمة وطباعة أعمال مو يان إلى اللغة العربية لدفع التبادلات الثقافية الصينية - العربية إلى أفاق جديدة».
من جانبه، ناشد الأديب والكاتب الصينى تشونغ جي كون مجددا، الأدباء والجهات الثقافية والأدبية في مصر، للعمل على منع استمرار احتكار قسم النشر بالجامعة الأمريكية بالقاهرة لحقوق نشر وترجمة أعمال الأديب الكبير نجيب محفوظ، حتى يتسنى لأدباء الصين ترجمة أعماله ليستمتع بها الشعب الصينى الشغوف والمحب لأدب نجيب محفوظ وللتراث المصري بشكل عام.
وقال الأديب الصينى تشونغ جي كون الذي يلقب بأسم عربي هو «صاعد»، في تصريح لوكالة أنباء الشرق الأوسط، إن الصين تعيش حاليا نهضة أدبية كبيرة في مجال الترجمة العالمية وفي مجال النشر والأدب، ويتم الترجمة من جميع لغات العالم وأشهر وأهم أدباء وكتاب العالم، ولا يصح أبدا أن يتم منع القارئ الصينى من التمتع بأعمال أهم وأكبر الأدباء، المصري الكبير نجيب محفوظ الذي يعتبره الصينيون أعظم أدباء العالم، وملهما لادبائهم كما هو الحال مع أديب نوبل الصيني مو يان، وذلك بسبب احتكار ترجمة أعماله بشكل يمثل انتهاكا للتراث الأدبي الذي هو حق للإنسانية العالمية وليس حكرًا على جهة ما أو لغة ما.
"ويعتبر الأديب والكاتب الصيني مو يان أحد أكثر الكتاب الصينيين المعاصرين شهرة لدى الشارع الأدبي العالمي بفضل ترجمة بعض أعماله إلى أكثر من 20 لغة أجنبية، ومنها اللغة السويدية، فيما يرى بعض النقاد الصينيين أن أحد الأسباب الرئيسية لفوز مو يان بالجائزة يتمثل في ترجمة أعماله إلى لغات أخرى، فيما قام أيضا الدكتور حسانين فهمي، الأستاذ بجامعة عين الشمس، بترجمة رواية الذرة الرفيعة الحمراء قبل ثلاث سنوات.
يذكر أن الأديب الراحل نجيب محفوظ له الآلاف من الروايات الطويلة وأعمال النثر والكتابات القصيرة التي أبدعها على مدار حياته الحافلة، أما نظيره الصيني مو يان، الحاصل على جائزة نوبل مؤخرا والبالغ من العمر 57 عاما، فقد نشر له حتى الآن 11 رواية طويلة وأكثر من مائة من الروايات القصيرة، إضافةً إلى مجلدات في النثر والنقد الأدبي والمسرحيات من بين أعمال أخرى.

## مويان وصناعة الأدب في الصين
فوز مو يان بجائزة نوبل سيعود بالنفع على صناعة الأدب في الصين، ستحقق الصناعات الثقافية والإعلامية في الصين منافع مادية بسبب فوز مو يان بجائزة نوبل للأدب 2012.
فقد حقق محلات بيع الكتب الصينية منافع من فوزه حيث ارتفعت المبيعات اليوم (الجمعة). وقال قه في، نائب مدير مكتبة وانغفوجينغ لبيع الكتب ببكين، وهي واحدة من كبريات محالات بيع الكتب في الصين، إن النسخ المتاحة من روايات مو، ومنها «السرغوم الأحمر»، وروايته الأخيرة «الضفدع»، قد بيعت بأكملها بحلول العاشرة صباحا، عقب ساعة واحدة فقط من فتح المكتبة. كما شهد حجز نسخ من رويات مو إقبالا كبيرا.
وهو الشيء نفسه الذي حدث في منافذ بيع الكتب الأخرى في بكين وغيرها من المدن، وكذلك الحال في منافذ بيع الكتب على الشبكة العنكبوتية، بحسب تقارير اعلامية.
وقد شهدت مبيعات أعمال مو على الإنترنت زيادة كبيرة هذا الأسبوع. حيث نفدت كافة الأعمال الكاملة للكتب من أبرز موقع لبيع الكتب على الإنترنت.
كما شهدت مبيعات الأعمال الثقافية والاعلامية رواجا كبيرا في جميع انحاء شانغهاي اليوم الجمعة، مدفوعة بفوز مو بجائزة نوبل، وتأتي في المقدمة شركة «شينخوا شانغهاى للإعلام»، والتي رفعت حدها اليومي بنسبة 10 في المائة لتغلق على 6.23 يوان (0.98 دولار أمريكي) للسهم.
وبحسب شي شيانغ، نائب مدير شركة «التنمية الثقافية العميقة والحقيقية» ببكين إنه قد يتم إنتاج مزيد من الأفلام المأخوذة عن روايات مو. كما هو الحال في فيلم «السرغوم الأحمر» للمخرج تشانغ يى مو في 1987 المأخوذ عن رواية مو.
ويتوقع شي أن مبيعات مو ستقفز بنسب تتراوح ما بين 15 إلى 30 في المائة.
وبيعت قرابة 200 ألف نسخة من رواية «الضفدع» لمو منذ نشرها في 2009 والتي حاز عنها بجائزة ماو دون للأدب 2011 وهي أرفع الجوائز الروائية في.
ونشر لمو، 57 عاما، عشرات الروايات وذاع صيته في الداخل والخارج. يذكر ان مو، هو اسم مستعار لقوان مو يي، هو نائب الرئيس الحالي لجمعية الكتاب الصينيين. وقد نشأ في قرية بمقاطعة شاندونغ بشرق الصين.
وفاز مو بجائزة نوبل 2012 للأدب أمس. وهو أول صيني يفوز بتلك الجائزة.

## مو يان والتنوع الثقافى
قال الأديب الصيني مو يان الحائز على جائزة نوبل للآداب لعام 2012 اليوم (الجمعة) إن التنوع في الثقافات العالمية يجعل حياة البشر الثقافية ممتعة.
وقال مو في حفل استقبال في السفارة الصينية في ستوكهولم إن حماية التنوع في الثقافات مسؤولية مع خلق التنوع أيضا.
وقال إن الترجمة لعبت دورا بالغ الاهمية في تواصل الثقافات المختلفة، مضيفا أنه بدون المترجمين الذين قاموا بترجمة كتبه لم يكن بإمكانه الحصول على جائزة نوبل.
وتابع مو يان بقوله «اعتقد ان الترجمة أصعب بكثير من الكتابة نفسها» موضحا أن الأمر استغرق 43 يوما فقط لكتابة ((الحياة والموت تصيبانى بالسأم)) في حين استغرقت عالمة اللغويات المتخصصة في اللغة الصينية السويدية آنا جوستافسون تشن ست سنوات لترجمة هذا العمل.
وفي وقت سابق اليوم زار مو مدرسة متوسطة سويدية، حيث رحب به حوالي 20 طالبا سويديا يدرسون اللغة الصينية وانشدوا أغنية من فيلم ((السورغوم الأحمر)) المأخوذ عن روايته التي تحمل نفس الاسم.
وقال مو للحفل في السفارة الصينية «أنه على عكس الصوت الأجش والخشن في الفيلم ، قدم الطلاب السويديون الأغنية بصوت لطيف ورقيق ما جعلها أغنية رومانسية.»
وقال انه يأمل في أن يكون من بين هؤلاء الطلاب بعض المترجمين الكبار مشيرا إلى أن مقابلتهم جعلته «سعيدا بصورة بالغة».
وقال إن اللغة ستكون «أكثر الطرق الموثوق بها» للتفاعل بين الشعوب لأن الشخص يحتاج إلى معرفة لغة دولة لفهم العالم الداخلي والحياة الروحية لشعبها.
وقال لان لي جون ، السفير الصيني لدى السويد ، إن الأدب الصيني صعد إلى دائرة الضوء في جميع أنحاء العالم بعدما حصل مو يان على جائزة نوبل الامر الذي من شأنه أن يساعد في التواصل الأدبي والحوار بين الصين وبقية العالم.
وأضاف أننا نرحب بالشعب في السويد وفي أجزاء العالم الأخرى جميعا لمعرفة المزيد عن الثقافة الصينية.
حضر حفل الاستقبال حوالي 130 شخصا ، بما في ذلك بير وستربيرج، رئيس البرلمان السويدي.

## أعين العالم على الأدب الصينى
وقال مو في مقابلة حصرية اجرتها معه وكالة أنباء ((شينخوا)) في قاومي مسقط رأسه بمقاطعة شاندونغ شرق الصين «سيلعب (فوزي بالجائزة) دورا إيجابيا بالاحرى، لكن لا ينبغي المبالغة في تأثير ذلك.»
أصبح مو أول مواطن صيني يفوز بجائزة نوبل في الآداب في تاريخ الجائزة الممتد نحو 100 عام أمس الخميس ليجلب الفرح للكتاب الآخرين والقراء في كل انحاء البلاد.
لم تكن هناك توقعات كبيرة للفوز
قال مو البالغ من العمر 57 عاما انه لم تكن لديه توقعات كبيرة للفوز.
وقال مو «في الواقع ، لقد اعتقدت ان لدي فقط فرصة ضئيلة للفوز.»
وأضاف ، ان «هناك الكثير من الكتاب المتميزين في جميع أنحاء العالم وفي الصين. كان الأمر وكأنني واقف في طابور طويل للحصول على الجائزة التي تمنح لشخص واحد فقط في العالم سنويا.»
وقال إن السكرتير الدائم للأكاديمية السويدية أبلغه بالفوز في مكالمة هاتفية قبل اعلان النتيجة بعشرين دقيقة.
مغرم بالقراءة في طفولته
بدأ مو، الذي ولد في اسرة ريفية في قرية وترك الدراسة في سن 12 عاما ، الإطلاع على الكتب في طاحونة بمنزله مستخدما ضوءا مرتعشا لمصباح زيتي لأنه لم يكن يريد العمل في الحقل.
وقال مو «في طفولتي كان هناك القليل من الكتب المتاحة في قريتي. واضطررت إلى اللجوء لكل الوسائل لإيجاد كتاب لكى اقرأه . وتبادلت الكتب مع الآخرين ، بل وحتى عملت في الطاحونة ، وحصدت القمح للآخرين مقابل الكتب.»
وأضاف «عندما انتهيت من قراءة كل الكتب المتاحة في القرى المجاورة، ظننت أني الرجل الأكثر معرفة في العالم.»
وتابع قوله «وفي ظل عدم توافر المزيد من الكتب، بدأت حتى في قراءة قاموس صيني. طالعته مرارا حتى انني وجدت بعض الأخطاء فيه.»
تأثير محدود في تغيير تراجع القراءة
وقال مو ، انه «مع وجود وسائل متاحة لقضاء وقت الفراغ الآن، مثل الدردشة على الإنترنت والاستماع إلى الموسيقى، فإن الوقت الذي يخصصه المرء للقراءة سيصبح اقل بالتأكيد .»
وقال مو انه لا يتوقع أن يعزز فوزه بجائزة نوبل في الأدب عادات القراءة لدى الشعب الصيني على الرغم من الضجة التي احدثها فوزه.
وقال الحائز على جائزة نوبل «أعتقد أن هذا الهوس سينتهي في خلال شهر واحد، وربما حتى قبل ذلك وبعدها سيعود كل شيء إلى وضعه الطبيعي.»
وأظهرت دراسة استقصائية أجرتها الأكاديمية الصينية للصحافة والنشر أنه في عام 2011، طالع المواطن الصيني العادي 4.3 كتاب في العام وهو أقل بكثير من المتوسط ?? في الدول الغربية.
الأدب لن يفنى أبدا
وقال مو، ان «الأدب حقل مهجور ووحيد في جميع أنحاء العالم. انه ليس مثل الأفلام ووسائل الإعلام الأخرى التي تجتذب جمهورا ضخما.»
وقال مو انه قرأ مرة مقالا عبر فيه الكاتب عن قلقه من أنه لن يكون هناك أي قراء للروايات بعد ان شهد اندفاع الناس لمشاهدة أفلام هوليوود في ثلاثينيات القرن الماضي.
وقال انه بعد مرور عقود ، لا يزال الناس يحملون آراء متشائمة إزاء الأدب. والآن ، إلى جانب الأفلام جذبت الآن الإنترنت والتلفزيون المزيد من الناس بعيدا عن الأدب.
لكن الكاتب قال «الأدب لن يفنى أبدا.»
وقال إن الأدب هو فن اللغة ، وأن جمال لغته لا يمكن ان يحل محله أي فن آخر.
واضاف انه حتى لو كنت تقرأ كتابا رائعا مرارا وتكرارا، فإنه من الممكن أن تظل متأثرا بجمال اللغة ومصائر الشخصيات في العمل. وقال «اننى أعتقد أنه جمال وسحر اللغة، وهذا لن يموت أبدا.»
الرواية والفيلم
عرف مو واسمه الحقيقى قوان مو يه منذ نهاية الثمانينيات بروايات مثل (الاثداء الناهدة والارداف العريضة) و (السورغوم الأحمر) التي تحولت بعد ذلك إلى فيلم للمخرج تشانغ يي موه.
وقال مو إن الرواية تحولت إلى فيلم بشكل ناجح مما زاد من تأثيرها وشهرة كاتبها بشكل كبير.
وقال انه بنى ملاحظته على مثال فيلم «الذرة الحمراء» الحائز على جائزة.
أموال الجائزة
وفى حديثه كيف سينفق أموال الجائزة التي تبلغ 1.2 مليون دولار أمريكي، قال مو انه يعتزم شراء منزل في بكين.
وقال بابتسامة عريضة «(أعتقد) انه سيكون منزلا كبيرا.»
وأضاف «لكن آخرين أخبرونى إن اسعار العقارات في بعض مناطق العاصمة بلغت 50 ألف يوان (حوالي ثمانية آلاف دولار) للمتر المربع، وبذلك يمكنني فقط شراء شقة مساحتها 120 مترا بأموال الجائزة.»

## ملخص جذور مو يان
ولد مو يان عام 1955 في أسرة ريفية كبيرة، ومثله كمثل الكثير من أبناء جيله عانى مو يان الاضطرابات السياسية في بلاده فضلا عن الكوارث الطبيعية وقال إنه استلهم كتاباته عن الحياة في الريف من الجوع والوحدة. خلال فترة حياته المهنية المثمرة التي امتدت ثلاثين عاما، كتب مو يان 11 رواية ونحو 30 قصة طويلة و80 قصة قصيرة تقريبا. يقول الكاتب الصيني الشهير وانغ مينغ إن مو يان كاتب يجسد جيله، فيما قال قاو هونغ بو ان فهم مو يان للثقافة الصينية لا يشق له غبار، أما الكاتب سو تونغ فيعتقد ان مو يان فاز بالجائزة استنادا على كل ما يتمتع به من مزايا في كتاباته.لكن الامر لا يخلو من نقد أيضا، حيث يقول ليو يي وو، الكاتب الصيني المنشق المقيم في ألمانيا، إنه فوجئ بفوز مو يان بالجائزة، لانه وثيق الصلة بالحكومة الصينية.في حين انتقد ما جيان الكاتب الصيني المقيم في بريطانيا مو يان بعدم تحمله مسؤوليات اجتماعية مثلما يفعل أي كاتب مشهور.
فيما يشعر آخرون أن مو يان حريص كل الحرص على ارضاء السلطات، ونقلوا عنه عرضه نسخ أعمال ماو تسه تونغ يدويا عام 2012 على سبيل المثال.ويعتقد البعض ان مو يان يتفادي تبني أي موقف سياسي أو انتقاد للحكومة كي يظل باقيا في الصين، غير انه يبدو شديد الانتقاد لسياسات الحكومة في الكثير من أعماله الأدبية.وقال في مؤتمر صحفي في مدينة غاومي انه إذا كان النقاد قرأوا أعماله، فسيدركون انه يكتب تحت وطأة ضغوط هائلة، وانه يواجه مخاطر جسام.وخلال مؤتمر صحفي في ستوكهولم في السادس من ديسمبر/كانون الأول، رفض مو يان التعليق على ليو جياو بو، وأمام ضغط إلحاح أحد الصحفيين التايوانيين، قال مو يان بوجه متجهم «انا مستقل الرأي، ان اراد الناس اجباري على التعبير عن رأي، فلن افعل ذلك.»
وقد يكون ذلك مخيبا لامال كل من راودته رغبه في ان فوزه بجائزة نوبل، سيجعله أكثر رغبة لتحمل المخاطر واتخاذ موقف بشأن القضايا الاجتماعية.

## الجوائز والأوسمة التي حصل عليها مو يان
1. 1998: جائزة نيوشتاد الدولية للمرشح، الأدب
2. 2005: جائزة كيرياما، كتب بارزة، كبيرة الثديين والوركين واسعة
3. 2005: دكتوراه في الآداب، الجامعة المفتوحة لهونغ كونغ
4. 2006: جائزة فوكوكا الثقافة الآسيوية السابعة عشرة
5. 2007: جائزة مان الآسيوية الأدبية عن الصدور الكبيرة والوركين واسعة (نشرت لأول مرة في عام 1996 باللغة الصينية؛ 2005 في اللغة الإنجليزية).
6. 2009: جائزة نيومان الصينية الأدب، الحياة والموت ترتدي لي ان (نشرت باللغة الإنجليزية في عام 2008).
7. 2010: زميل فخري، جمعية اللغات الحديثة
8. 2011: جائزة الأدب ماو دان عن رواية الضفدع
9. 2012: جائزة نوبل في الأدب عن رواية الذرة الرفيعة الحمراء

## روابط خارجية
- مو يان على موقع IMDb (الإنجليزية)
- مو يان على موقع الموسوعة البريطانية (الإنجليزية)
- مو يان على موقع مونزينجر (الألمانية)
- مو يان على موقع قاعدة بيانات الفيلم (الإنجليزية)